# ペーパーマリオ スーパーシール
『ペーパーマリオ スーパーシール』（PAPER MARIO スーパーシール）は、任天堂より2012年12月6日に発売されたニンテンドー3DS用ソフト。海外名称は『Paper Mario : Sticker Star』（ペーパーマリオ ステッカースター）。

## 概要
紙のようにペラペラなマリオが冒険するペーパーマリオシリーズの4作目。シリーズでは初の携帯型ゲーム機向けソフトとなる。今回は「紙」のほかに「シール」がゲームの主なテーマになっており、ダンボールや紙で出来たペーパークラフトのようなステージやキャラクターが登場する。マリオを操作してコースを探索し、敵を倒したり、シールを使用して謎解きをしたりしてゲームを進めていく。
本作では過去のシリーズ作に比べて、「紙」を意識した演出がより強化されている。また、ストーリーの描写は色濃くなく、少なめになっており、ゲームで登場するキャラクターも、従来のマリオシリーズで登場したキャラクターが中心となっている。

## 登場キャラクター
マリオ
本作の主人公。世界中にちらばった「ロイヤルシール」を探すためにルーシーと冒険をする。
ルーシー
「シール星（ぼし）」からやってきた、王冠の姿をした、今作のマリオの旅のおとも。シールに詳しく、アドバイスをくれる。見た目とは裏腹に、気性はやや荒い。名前の由来は「シール」のアナグラム。最終決戦では世界を救うため、自らを犠牲にしてモノシールとなる。戦いの後に消滅するが、願いの力で復活した。
ピーチ姫
キノコ王国の姫。「シールフェスタ」を主催していたが、クッパによって台無しにされてしまう。その上、描写も無くクッパにさらわれてしまう。
キノピオ
キノコ王国の住民。世界各地におり、マリオの手助けをしてくれる者もいる。
クッパ
マリオの宿敵。ロイヤルシールを求めるあまりに「シールフェスタ」に乱入し、ロイヤルシールにイタズラして世界中にばら撒いた張本人で、クッパ自身もロイヤルシールの力により正気を失う。本作ではロイヤルシールの影響もあり、ルイージと同様、ゲーム内で言葉は発しない。自己紹介は終盤戦でされる。
ボス戦では4形態に渡り部下を繰り出してくるが、いずれも苦手とするモノシールがあるため、最終形態まではほとんど反撃を受けずに攻略が可能。そして、最終形態ではペーパーシリーズでは珍しい超巨大化形態も披露する。最終決戦後半のBGMは「スーパースター」のアレンジ。
クッパJr.
クッパの息子。ペーパーマリオシリーズ初登場。レアなシールを集めており、冒険の途中でいたる所に現れてはイタズラをする。
カメック
クッパの手下の魔法使い。さまざまな悪だくみでマリオたちの邪魔をする。ロイヤルシールの一部をばらまく張本人でもあった。ペーパーマリオシリーズで雑魚敵でなくボス格として登場するのは今回が初。
ルイージ
マリオの双子の弟。今回はコースのいたる所に出没するが、直接ストーリーに関わってこないため、言葉も発しない。なお、ある条件を満たすと、エンディングでパレードの先頭で登場する。
ハナチャン
森の巨木で暮らしている、子供のイモ虫。自分が食べていた森の葉っぱが謎の毒によって枯れてしまったために、森の入り口にまで出向いたところ、マリオたちと出会う。子供らしく、やんちゃで無邪気。
キャサリン
ピンクの恐竜。ペーパーマリオシリーズ初登場。W4-1に登場し、登場と同時にあるモノが手に入る。
ボスクリボー
ワールド1のボス。たくさんのクリボーが合体し巨大な姿となったクリボー。体力と防御力が高いが、あるモノシールを使うと合体していたクリボーたちがバラバラになり、効率よく攻撃出来る。ボスの中でセリフらしいセリフを発するのは、このほかにはボススローマンのみ。
ボスサンボ
ワールド2のボス。ロイヤルシールの力で巨大化したサンボで、カメックによって隠されていた塔の最上階でマリオを迎え撃つ。バトル開始時は唯一「プレイボール」と表示されている。体力が高く、ターン経過とともに1段ずつ増えていき攻撃が通用しにくくなるが、体が最大の4つになった時にあるモノシールを使うと大ダメージを与えて一気に身体を崩せる。
ボスゲッソー
ワールド3のボス。ペーパーマリオシリーズ初登場。ワールド3の森全体を毒で汚染していた元凶。踊りが好きらしく、戦闘中もBGMにあわせて触手でタンタンとリズムを刻んでいる。四本の触手の連続攻撃や、毒のスミでマリオの視界を遮りダメージを与えるが、あるモノシールを使うと吐き出す毒を跳ね返して反撃できる。
ボススローマン
ワールド4のボス。雪解けに負けない大きな体が欲しいという願いがロイヤルシールに通じ、巨大なクッパせつぞうとなったスローマン。はじめは巨大なクッパ型雪像だが、ダメージを与えるごとに小さくなっていく。炎や熱の攻撃には弱いが、アイスフラワーで攻撃すると逆に体力が回復する。
ボスパックン
ワールド5のボス。ペーパーマリオシリーズ初登場。悪食で初登場時にルーシーを捕食した。弱点は従来のシリーズと同じくへそ。

## ゲームシステム1

### コース
今作は全部で6つのワールドがあり、各ワールドはいくつかのコースで構成されている。今作では、『スーパーマリオブラザーズ3』や『スーパーマリオRPG』などと同様の形式のワールドマップが存在し、行きたいコースにマリオを移動させてそのコースを探索するシステムとなっている。各コースの最後にある「コメットのかけら」を取ると「ゴール」となり、次のコースが出現し、先に進めるようになる。ただし、ワールドの最後のステージのみ「コメットのかけら」は出現せず、ボスを倒すとロイヤルシールを得られる。

### バトル
コース上で敵キャラクターと接触すると、画面が切り替わり「バトル」が始まる。バトルでは、マリオと敵が順番に行動するターン制で進行し、バトルシールやモノシールを使って攻撃を行う。ただし、手持ちのシールが無い場合は、「にげる」しかできない。また、コース上で敵キャラクターを踏みつけたりハンマーで叩いたりすると、先制攻撃ができる。なお、今作では、一般的なRPGにおける「経験値」「レベル」というような概念は無く、バトルで敵を倒しても経験値（過去作にあった「スターポイント」など）は得られず、マリオのレベルが上がるというようなシステムはない。ただし、マリオの体力の最大値は、コース内で「体力UPハート」を入手すると増やせる。このほか、バトルでは以下のようなシステムがある。
バトルスロット
マリオのターンでどのシールを使うかを選ぶ際に、必要な数のコインを払って「バトルスロット」を起動できる。スロット起動直後にコインを払うと絵柄が2つ揃うようになり、更にコインを払うとリールの回転速度を遅くできる。スロットで2つ以上の同じ絵柄を出すと、1ターンに使用できるシールの数を増やせる。また、同じマークを3つそろえた場合は、そろったマークに応じてさまざまな効果が発生し、1ターンにシールを3つ使える。
アクションコマンド
マリオが攻撃するときや、敵の攻撃を受ける際にタイミングよくAボタンを押すと、敵に与えるダメージを大きくしたり、敵から受けるダメージを小さくしたりできる。ボタンを押すタイミングは使うシールによって異なる。

### ペパライズ
コース上でマリオが使える能力で、使うと今いる場所が一枚の紙となり、紙にカーソルが表示されている場所に、持っているシールや「マップピース」を貼れる。正しいシールやマップピースを貼ったりはがしたりすると仕掛けが動いたり、さまざまな変化を起こせる。

## ゲームシステム2

### シール
本作では、コースのいたるところで「シール」を入手でき、入手したシールは下画面に表示される「シールアルバム」に保存される。入手したシールはコースで仕掛けを解いたり、敵とのバトルで使用する。本作のシールには以下のような種類がある。
バトルシール
「バトル」の際に使用して、敵にダメージを与えたり、マリオの体力を回復させたりできるほか、「ペパライズ」（前述）でも使う。コース内のブロックを叩いたり、壁に貼られているものをはがしたりして入手できるほか、「ラベルンタウン」などにあるショップで購入することもできる。さまざまな種類があり、一度使うと無くなる。
モノシール
「バトルシール」と同様に「バトル」や「ペパライズ」で使え、一度使うと無くなる。コース内に設置されている、「モノ」と呼ばれる立体的な物体をシールにしたもので、入手した「モノ」を「モノなげや」に持って行くと「モノシール」にできる。「モノ」にはさまざまな種類があり、「せんぷうき」や「はさみ」など、どれも現実の世界にあるものとなっている。なお、モノシールは一度使うと再び元の場所に配置され何度でも入手出来る他、金額は高いがラベルンタウンのモノなげやの奥にあるショップで何度も買える。
ロイヤルシール
各地のボスを倒すと手に入るシール。全部で6枚あり、各地のボスが持っている。クッパがばらまいたもので、願いを叶える力を持つ。

## 冒険の舞台
ラベルンタウン
キノピオたちがくらす街。『マリオストーリー』のキノコタウンや『スーパーペーパーマリオ』のハザマタウンに近いポジション。シールを売買できるショップのほか、「シール博物館」「モノなげや」の施設がある。
キラナミハーバー
「ラベルンタウン」の北に位置する港。ゲームを進めると、ここから船に乗って、ほかのワールドに行ける。
ワールド1
平原と山地のワールド。
ワールド2
砂漠のワールド。ヨッシースフィンクスや遺跡、オアシスのコースがある。
ワールド3
森のワールド。コース数が全ワールド中もっとも多い。
ワールド4
雪山のワールド。
ワールド5
ジャングルと火山のワールド。
ワールド6
他のワールドで「ロイヤルシール」をすべて集めると進めるようになる、最後の空のワールド。